# Автомагістраль A21 (Литва)
Автомагістраль A21 — автомобільна дорога в Литві. Є частиною східної об’їзної дороги міста Совєтськ у російському ексклаві Калінінград та литовського плацдарму Панемуне, розташованого на правому березі річки Німан, і з’єднує шосе A12 з новим мостом через Німан. Річка, її продовження на території Росії, А216. Має протяжність на території Литви близько 4 км.
Дорога була побудована між 2014 і 2015 роками, щоб зменшити навантаження на прикордонний пункт до Совєтська через історичний міст Королеви Луїзи.

## Дивись також
- Транспорт Литви